# Villette (Meurthe-et-Moselle)
Villette település Franciaországban, Meurthe-et-Moselle megyében. Lakosainak száma 188 fő (2022. január 1.). Villette Charency-Vezin, Colmey és Longuyon községekkel határos.

## Népesség
A település népessége az elmúlt években az alábbi módon változott:
| Lakosok száma | 185  | 188  | 212  | 205  | 192  | 183  | 183  | 183  | 185  | 188  |
|               | 1968 | 1982 | 1999 | 2006 | 2011 | 2015 | 2017 | 2018 | 2020 | 2022 |